# 三肽

一个三肽的例子（Val-Gly-Ala）其中，
绿色是 N端 (缬氨酸)；而
蓝色是 C端 (L-丙氨酸)。

三肽（英語：Tripeptide）是由三个氨基酸经肽键连接而成的肽。這些蛋白质的具體性质和功能是由它的氨基酸序列决定的。简单的例子如由三个甘氨酸分子组成的三肽与由两个甘氨酸与一个丙氨酸结合而成的三肽等。其中，三个甘氨酸的三肽只能有一种结构：甘氨酸-甘氨酸-甘氨酸。每一种不同的组合都是不同的分子。

## 例子
以下是三肽的一些例子：
- Eisenin (pGlu-Gln-Ala-OH)，是一种具有免疫活性的肽，从日本海藻荒布（英语：Arame）中分离出来。
- Copper peptide GHK-Cu (glycyl-L-histidyl-L-lysine)，是一种具有皮肤重塑活性并能促进伤口愈合的人体铜结合肽，常用于抗衰老化妆品中。
- 谷胱甘肽 （γ-L-Glutamyl-L-cysteinylglycine），是动物细胞内重要的抗氧化剂。
- Isoleucine-proline-proline (Lactotripeptides)，存在于乳制品中，作为血管紧张素转化酶抑制剂。
- Leupeptin (N-acetyl-L-leucyl-L-leucyl-L-argininal)，是一种钙蛋白酶抑制剂。
- Melanostatin (prolyl-leucyl-glycinamide)，是一种产生于下丘脑的肽激素。可抑制黑色素细胞刺激素 (MSH）。
- Ophthalmic acid (L-γ-glutamyl-L-α-aminobutyryl-glycine)，是从晶状体分离出来的谷胱甘肽类似物。
- Norophthalmic acid (y-glutamyl-alanyl-glycine)，是从晶状体中分离出来的谷胱甘肽（L-半胱氨酸被L-丙氨酸代替）的类似物。
- 甲狀腺促素釋素 (TRH, thyroliberin or protirelin) (L-pyroglutamyl-L-histidinyl-L-prolinamide)，是一种刺激垂体的前叶释放促甲状腺激素和催乳素的一种肽激素。
- ACV (δ-(L-α-aminoadipyl)-L-Cys-D-Val)，是生物合成青霉素和头孢菌素的关键前体。

## 參见
- 肽
- 二肽
- 四肽